# Riley McCormick
Riley McCormick (* 25. August 1991 in Victoria) ist ein kanadischer Wasserspringer. Er startet im Kunstspringen vom 1-m- und 3-m-Brett sowie im 10-m-Turm- und Synchronspringen und wird von Tommy McLeod trainiert.
McCormick begann im Alter von fünf Jahren mit dem Wasserspringen. Nachdem er insgesamt zwölf Titel bei nationalen Junioren-Meisterschaften gewonnen hatte, startete er bei der Heimweltmeisterschaft 2005 in Montreal erstmals in einem internationalen Wettkampf im Erwachsenenbereich. McCormick nahm an den Olympischen Spielen 2008 in Peking teil. Im Turmspringen erreichte er im Halbfinale Rang 16. Bei der Weltmeisterschaft 2009 in Rom erreichte er seine bislang besten Resultate. Im 10-m-Turmspringen wurde er im Finale Neunter, im 10-m-Synchronspringen erreichte er mit Reuben Ross Rang sieben. 2011 in Shanghai wurde er erneut Neunter im Einzelspringen vom Turm.
McCormick wurde seit 2007 mehrmals Kanadischer Meister. Er studiert an der Arizona State University und gewann mehrere Collegetitel für das Sportteam der Universität, den Sun Devils.